# Kanervasaari (ö i Norra Karelen, Joensuu)
Kanervasaari är en halvö i Finland. Den ligger i sjön Pusonjärvi och i kommunen Kontiolax i den ekonomiska regionen  Joensuu ekonomiska region  och landskapet Norra Karelen, i den sydöstra delen av landet, 400 km nordost om huvudstaden Helsingfors.